# Banc de Monaco
Le Banc de Monaco est un volcan sous-marin des Açores, dont la dernière éruption remonte à 1911. 
Le volcan est situé au sud de la pointe occidentale de l'Île de São Miguel.